# 霍 (挪威)
霍是挪威的一個市镇，位於羅加蘭郡，行政中心为瓦爾海于格村。市镇面积为258平方公里，人口数量为18,991人（2020年），人口密度为每平方公里76.6人。